# Émile l'Africain
Pour plus de détails, voir Fiche technique et Distribution.
Émile l'Africain est un film français réalisé par Robert Vernay en 1947 et sorti en 1948.

## Synopsis
Émile, modeste accessoiriste de studio, revoit sa femme qui l'a abandonné vingt-ans plus tôt en emportant sa fille Martine. Suzanne veut obtenir son consentement au mariage de Martine, mais auparavant Émile exige de revoir leur fille. Il sent que, comme lui, son futur beau-fils risque d'être victime du caractère autoritaire de son ex-femme. Émile va monter de toutes pièces des situations difficiles, d'où naitront de nombreux quiproquos qui auront néanmoins pour résultat de faire renouer pour une union durable Émile et Suzanne.

## Fiche technique
- Réalisation : Robert Vernay
- Scénario : Paul Nivoix, d'après sa pièce Le Bouillant Achille
- Adaptation : Gérard Carlier[1], Herbert W. Victor
- Photographie : Maurice Barry
- Décors : Raymond Gabutti
- Son : Paul Boistelle
- Musique : Joe Hajos, Marcel Dubel (chanson, Émile, qu'est-ce que tu fais ?)
- Scripte : Suzanne Durrenberger
- Montage : Marthe Poncin
- Production : Hubert d'Achon
- Société de production : Latino Consortium Cinéma
- Pays de production :  France
- Tournage : 21 octobre - 12 décembre 1947
- Format : noir et blanc - 35 mm - 1,37:1
- Genre : comédie
- Durée : 85 minutes
- Date de sortie :
  - France :  19 mai 1948

## Distribution
- Fernandel : Émile Boulard, accessoiriste
- Alexandre Rignault : Ladislas Stany, l'acteur
- Noëlle Norman : Suzanne Boulard, la femme d'Émile
- Félix Oudart : le réalisateur Romi
- Bernard Lajarrige : Daniel Saulnier
- Roland Armontel : Didier
- Jacqueline Dor : Martine Boulard, la fille
- Madeleine Lambert : Mme Saulnier
- Jean Hébey : le clerc de notaire
- Line Dariel : Mme Zulma, la concierge
- Missia[2],[3],[4] : la chanteuse
- Henri Coutet : un acteur
- André Marnay : le notaire
- Pierre Labry : le patron du café
- Jean Sylvain : le machiniste
- Albert Broquin : un figurant
- Janine Vienot : une actrice
- Palmyre Levasseur : l'habilleuse
- Lud Germain : Bimbo
- Emile Riandreys :
- Marcel Méral :
- Georges Sellier :
- Eugène Compain :